# Bruyères-le-Châtel
Bruyères-le-Châtel – miejscowość i gmina we Francji, w regionie Île-de-France, w departamencie Essonne.
Według danych na rok 1990 gminę zamieszkiwało 2536 osób, a gęstość zaludnienia wynosiła 197 osób/km² (wśród 1287 gmin regionu Île-de-France Bruyères-le-Châtel plasuje się na 434. miejscu pod względem liczby ludności, natomiast pod względem powierzchni na miejscu 244.).